# Charles Larsson
Charles Larsson, švedski hokejist, * 24. avgust 1917, Stockholm, Švedska, † 7. junij 1990, Åkersberga, Švedska.
Larsson je vso svojo kariero branil za kluba Nacka SK in Hammarby IF v švedski ligi, v sezoni 1950/51 je tudi osvojil naslov švedskega državnega prvaka s klubom Hammarby IF. Za Švedsko reprezentanco je nastopil na svetovnem prvenstvu 1947, na katerem je bil dobitnik srebrne medalje. 